# Groblje Poggioreale
Groblje Poggioreale jedno je od najvećih groblja u Napulju u Italiji. Također je poznato kao Camposanto Nuovo, kako bi se razlikovalo od Camposanto Vecchio, koje je sada poznato kao Groblje 366 Fossae. Omeđeno je Largo Santa Maria del Pianto, Via del Riposo, Via Santa Maria del Pianto i via nuova Poggioreale, a izgrađeno je na ruševinama Vile Poggio Reale Alphonsa II.

## Povijest
Sve do 18. stoljeća većina pogrebnih spomenika bila je smještena unutar crkava, bliže božanskom zraku, i gdje su mogli ili kupiti izvođenje molitve, ili barem biti sahranjeni u dometu čujnosti klečećih misa, kako bi ih napjev uzdignuo u nebo. Kako su crkve postale pretrpane grobnicama, ovo monumentalno groblje na otvorenom omogućilo je plemićkim obiteljima da izgrade privatne kapelice i kripte na nešto svjetovnijoj lokaciji, na južnoj strani brda Poggioreale. Groblje je započeto graditi za vrijeme Napoleonove okupacije, a preuređeno 1836.–1837.
Raspored je vrtni. Na gornjem kraju je neoklasicistička crkva s Pietom Gennara Calija na tribini; i iza velikog duguljastog trga, okruženog trijemom nažljebljenih dorskih stupova, od kojih se otvaraju 102 vlasničke kapele, ispod svake od kojih su obiteljski trezori vlasnika. Kolosalna, nedenominacijska figura Religije u središtu četverokuta je Tito Angelini . Većinu trezora zauzimaju pretplatnici na bratovštine ili pogrebničke klubove.
Oni koji si ne mogu priuštiti plaćanje vlastitih grobova pokopani su bez lijesova u drugom dijelu terena, kao na "Groblju 366 fossae"; ali kako je naknada mala, ne ostavlja se više od pola tuceta tijela tijekom tri dana dok svaka jama ostaje otvorena. Na jugozapadnom kraju nalazi se prostor namijenjen uglednim Napuljcima: Quadrato degli uomini illustri (Četverokut za slavne ljude). U blizini su i protestantska i židovska groblja u Napulju iz 19. stoljeća.

## Značajne sahrane
Među onima koji su ovdje pokopani su:
- Benedetto Croce, filozof i političar (grobnica u neposrednoj blizini ulaza)
- Salvatore Di Giacomo, pjesnik i pisac
- Raffaele Viviani, dramaturg
- Benedetto Cairoli političar
- EA Mario, autor
- Luigi Settembrini pisac i političar
- Francesco De Sanctis, pisac i političar
- Vincenzo Gemito, kipar
- Giovanni Amendola, političar
- Nicola Antonio Zingarelli, glazbenik
- Saverio Mercadante, glazbenik
- Luigi Giura, inženjer mosta Real Ferdinando sul Garigliano
- Sigismund Thalberg, glazbenik
- Tito Angelini, kipar
- Luca Botta, operni tenor
- Stefano Gasse, arhitekt
- Antonio Niccolini, toskanski arhitekt koji je dovršio pročelje Teatra San Carlo
- Ferdinando Russo, pjesnik i pisac
- Libero Bovio, pjesnik
- Ernesto Capocci, astronom i političar
- Annibale de Gasparis, astronom i političar

## Vanjske poveznice
- Cemetery of Poggioreale, Naples at Find a Grave